# Todirostre de Zimmer
Ne doit pas être confondu avec Hemitriccus minor.
Hemitriccus minimus
Espèce
Statut de conservation UICN

 LC  : Préoccupation mineure
Le Todirostre de Zimmer (Hemitriccus minimus), aussi appelé Todirostre pygmé, est une espèce de passereau de la famille des Tyrannidae,.

## Distribution
Cet oiseau vit dans l'Amazonie orientale (en Équateur, dans la province de Pastaza, et au Pérou, dans l'est du canton de Loreto) et, surtout, du nord-est de la Bolivie à l'est de l'Amazonie brésilienne,,.